# Centris labiata
Centris labiata är en biart som beskrevs av Heinrich Friese 1904. Centris labiata ingår i släktet Centris och familjen långtungebin. Inga underarter finns listade.